# Tina Yuzuki
Tina Yuzuki (柚木ティナ) (Tóquio, 29 de outubro de 1986), também conhecida como Rio, é uma atriz pornográfica japonesa, que estreou em 2005 e rápidamente ganhou fama. Em um espaço curto de tempo, se tornou uma das mais produtivas atrizes da indústria de filmes adultos japoneses. Ela fez vários vídeos para a Max-A label. Depois de estrelar vários filmes no seu primeiro ano na indústria de filmes adultos, em dezembro de 2006 é chamada de "A mais comentada atriz do ano".

## Biografia
Tina Yuzuki nasceu em Tóquio em 29 de outubro de 1986 igual a  AV idol Anna Ohura. Yuzuki também é mestiça. Seu pai era japonês e sua mãe era portuguesa, e ela aprendeu a falar português com sua mãe, apesar de nunca ter ido a Portugal. Seus hobbies incluem karaoke.

## Carreira
A estreia de Yuzuki foi em Novembro de 2005, com o filme Hot Wind, que foi filmado antes de seu aniversário de 19 anos. Com sua personalidade serelepe e sua pele clara, ganhou pontos na sua entrada nesse mundo. O diretor do filme de estreia de Yuzuki chamava 'Toshio'; e ele continuou trabalhando com ela por toda sua carreira. O filme mais recente de Yuzuki e Toshio foi em março de 2007, High School Uniform and Machine-Gun.
O segundo filme de Yuzuki, Feel Refreshing (Dezembro, 2005) Conta a história de uma estudante do colegial.
Em seu terceiro filme, interpretou uma secretária.
No filme Make My Dream de Março de 2006, Yuzuki trabalhou pela primeira vez com o género cosplay. Os cosplays usados por ela no filme incluem enfermeiras, garçonetes, e garotas góticas. Ela voltou a usar uniforme de enfermeira e garçonete quando fez um dos títulos da série mais popular da Max-A, Welcome to Max Cafe!, feito em abril de 2006.
No mês seguinte, Max-A escolheu Yuzuki para estrelar em março de 2006 o filme, My Wife Is Tina!, o primeiro filme da companhia que tinha como tema uma dona-de-casa. Confined Body Doll X - ascription, feito em julho, é um filme de mistério que envolve o desaparecimento de garotas. Ela estrela um suspense-drama em janeiro de 2007, High School Girl Abducted e um crime-drama em março de 2007, High School Uniform and Machine-Gun.
Em julho de 2006, Yuzuki fez pela primeira vez um filme do género suspense em Sister's Secret. Passion: Tina's Mystery Tour é uma aventura que envolve uma caçada ao tesouro de um gigante vibrador, um guia que quer sexo oral e uma tribo de canibais do sexo. No final de 2006, Max-A novamente escolhe Yuzuki para ser estrela de uma nova série, chamada Urekko.
O filme foi feito em dezembro de 2006.

## Filmografia
Em 2006
- Hot Wind（24/01//2006, MAX A）
- Feel so Good（25 de Fevereiro de 2006, MAX A）
- Dramatic Love （31 de Março de 2006, MAX A）
- Talk to her... （28 de Abril de 2006, MAX A）
- Make my Dream （25 de Maio de 2006, MAX A）
- やっぱり処女作だ!まっくすまっくす4時間 （23 de Junho de 2006, MAX A）
- My wife is Tina! （29 de Junho de 2006, MAX A）
- Max Cafe （25 de Julho de 2006, MAX A）
- Confined Body Doll X （21 de Agosto de 2006, MAX A）
- The secret of Young Sister （22 de Setembro de 2006, MAX A）
- Cheerful Health Beautiful Lady （21 de Outubro de 2006, MAX A）
- Two Dangerous women （22 de Novembro de 2006, MAX A）- Estrelando: Asami Ogawa
- Burning Passion - Tina's Mystery Tour （22 de Novembro de 2006, MAX A）
- MAX-A Anniversary VII （8 de Dezembro de 2006, MAX A)
- Gothic Collection （22 de Dezembro de 2006, MAX A）

Em 2007
- Sports Girl （16 de Janeiro de 2007, MAX A）
- MAX GIRLS よくばり大回転 （16 de Janeiro de 2007, MAX A）- Estrelando: Takako Kitahara、Koisaya、Rola Sato、Nene Fujimori、Anna Oguri
- Uniform Hunting （30 de Janeiro de 2007, MAX A）
- UREKKO （16 de Fevereiro de 2007, MAX A）
- Max Cafe PART2 （16 de Fevereiro de 2007, MAX A）
- Welcome Max Soap!! （28 de Fevereiro de 2007, MAX A）
- MAX GIRLS 気まぐれ大回転 （16 de Março de 2007, MAX A）- estrelando: Hikaru Wakana、Anna Oguri、Takako Kitahara、Sarasa Hara
- Sailor Outfit With Machine Gun（23 de Março de 2007, MAX A）
- Lewd Mouth （20 de Abril de 2007, MAX A）
- PASSION （18 de Maio de 2007, MAX A）
- MAX GIRLS 完全撮り下ろし!イキまくり7人スペシャル （18 de Maio de 2007, MAX A）- estrelando: Takako Kitahara、Rola Sato、Koisaya、Sarasa Hara、Hikaru Wakana、Mai Nadasaka
- MaxCafeへようこそ! （15 de Junho de 2007, MAX A）
- MAX GIRLS　完全撮り下ろし!　ヨガリまくり8人 （15 de Junho de 2007, MAX A）- estrelando: Mihiro、Hikaru Wakana、Koisaya、Nagisa、Nao Yoshizaki、Seri Mikami、Kurara Tachibana